# Roland Jooris
Roland Jooris (Wetteren, 22 de julio de 1936) es un escritor y poeta belga. Se graduó como profesor de educación secundaria en idiomas germánicos y ejerció la docencia en el State Technical Institute de Lokeren.

## Obras
| - Gitaar (1956) - Bluebird (1958) - Een konsumptief landschap (1969) - Laarne (1971) - More is less (1972) - Raoul de Keyser (1972), ensayo - Het vierkant op het einde van de zomer (1974) - Het museum van de zomer (1974) | - Atelier (1975), entrevistas - Bladstil (1977) - Roger Raveel en Beervelde (1979), ensayo - Akker (1982) - Gedichten 1958-1978 (1987) - Geschilderd of geschreven (?) - Gekras (2001) - De contouren van het verstrijken (2008) |

## Premios
- 1976 - Tweejaarlijkse prijs voor poëzie van De Vlaamse Gids
- 1979 - Jan Campertprijs for Gedichten 1958-78
- 1981 - Prijs van de Vlaamse Provincies